# Puya venezuelana
Espèce
Classification phylogénétique
Puya venezuelana est une espèce de plante de la famille des Bromeliaceae.

## Distribution
L'espèce est endémique de l'État de Trujillo au Venezuela.